# Bechingen (Riedlingen)
Bechingen ist ein Stadtteil von Riedlingen im Landkreis Biberach in Baden-Württemberg. Die ehemals selbständige Gemeinde, circa vier Kilometer nördlich von Riedlingen, wurde am 1. Oktober 1974 mit dem Ortsteil Zell in die Stadt Riedlingen eingemeindet. Der Ort hatte im März 2016 103 Einwohner.

## Geographie
Das am Rande der Donauniederung unter dem Abhang des Tautschbuches gelegene Dorf teilt sich in einen oberen Teil, in dem eine Vielzahl von Bauernhäusern ein geschlossenes Ensemble bilden, und in einen unteren Teil. In diesem stehen viele große Bauernhöfe in lockerer Anordnung. Das Unterdorf dürfte vermutlich der
ältere Teil sein.

## Geschichte
Im Jahr 1277 wurde Bechingen erstmals urkundlich erwähnt. Im Laufe des Spätmittelalters kam der Ort in den Besitz des nahe gelegenen Klosters Zwiefalten, das von 1476 bis zur Säkularisation 1802 alleiniger Grundherr blieb.
Bechingen, das 1803 an Württemberg fiel, wurde dem Oberamt Zwiefalten unterstellt. Im Jahr 1810 kam es zum neu gebildeten Oberamt Riedlingen, das 1938 in den Landkreis Ehingen eingegliedert wurde.

## Sehenswürdigkeiten
Die barocke Nikolauskapelle im Ortskern wurde 1736 errichtet, sie besitzt eine spätgotische und barocke Ausstattung.